# Óscar Valdés

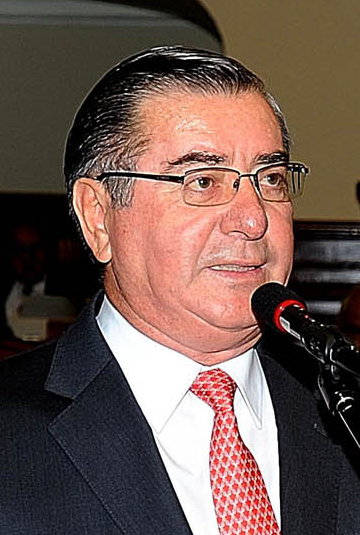
Óscar Valdés (2012)

Óscar Eduardo Valdés Dancuard (* 3. April 1949 in Lima) ist ein peruanischer Militär und Politiker. Ab Juli 2011 war er peruanischer Innenminister und von Dezember 2011 bis Juli 2012 Premierminister.

## Leben
In den 1980ern war Valdés Dozent an der Militärakademie von Lima, wo er auch den späteren Präsidenten Humala als Student betreute. Vor seiner politischen Karriere arbeitete er als Manager.
Am 28. Juli 2011 wurde er Innenminister seines Landes. Am 10. Dezember desselben Jahres berief ihn Staatspräsident Ollanta Humala an Stelle des zurückgetretenen Salomón Lerner Ghitis zum neuen Premierminister. Am 23. Juli 2012 wurde Valdés als Premierminister abberufen, nachdem unter seiner Verantwortung Proteste gegen mehrere Bergbauprojekte gewaltsam beendet wurden. Der größte Konflikt bestand um den Baubeginn der Goldmine Conga der Newmont Mining Corporation in der Region Cajamarca, ein weiterer um eine Minenlizenz der Xtrata in Espinar in der Region Cusco. Der Nachfolger von Valdés wurde Juan Jiménez Mayor.
Valdés sprach sich gegen Verhandlungen mit der Guerillaorganisation Sendero Luminoso aus.